# Nothopsyche ruficollis
Nothopsyche ruficollis är en nattsländeart som först beskrevs av Georg Ulmer 1905.  Nothopsyche ruficollis ingår i släktet Nothopsyche och familjen husmasknattsländor. Inga underarter finns listade i Catalogue of Life.